# Kelly Thiebaud
 (septembre 2008).
Si vous disposez d'ouvrages ou d'articles de référence ou si vous connaissez des sites web de qualité traitant du thème abordé ici, merci de compléter l'article en donnant les références utiles à sa vérifiabilité et en les liant à la section « Notes et références ».
Kelly Hager Thiebaud, née le 28 août 1982 à El Campo, au Texas, est une actrice et mannequin américaine. Elle figure notamment dans quatre clips vidéo de David Guetta et quelques séries.

## Biographie
Inconnue en France, avant la sortie du clip Love Is Gone en juin 2007, Kelly Thiebaud est mannequin aux États-Unis d'Amérique, dans le Texas. Le clip de Love Is Gone a été diffusé dans plus de 20 pays. Le réalisateur des clips de David Guetta (de l'album Pop Life) est le Français Denis Thybaud. Kelly est la fille du réalisateur. Sauf que Kelly vit aux États-Unis et ne parle pas le français.
À la télévision, Kelly Thiebaud fait une apparition dans les épisodes 12 et 13 de la saison 3 de Chuck. Elle incarne le personnage de Eve Shaw, femme de l'agent Daniel Shaw de la CIA. Elle fait une autre apparition dans l'épisode 16 de la saison 7 de la série Esprits criminels dans le rôle d'une call girl du nom de Rebecca Moore. Elle est également visible en tant que vampire dans une publicité Audi, diffusée lors du Super Bowl 2012. Elle est apparue dans le film Hostel, chapitre III (2011) de Scott Spiegel.

## Apparitions

### Clip vidéo
Avec David Guetta:
- Love Is Gone (2007)
- Baby When the Light (2007)
- Delirious (2008)
- Tomorrow Can Wait (2008)

Autres:
- Spectacular now de Eels (2011)

### Télévision
- Chuck Saison 3 Épisode 12 et 13 : Evelyn Shaw, femme de l'agent Shaw (2010)
- Castle Saison 3 Épisode 11 : Chloe Graves (2011)
- La Vie secrète d'une ado ordinaire : Karlee Carmichael
- Esprits criminels Saison 7 Épisode 16 : Rebecca Moore (2012)
- Dans les griffes de mon père : Miranda (2017)
- Coup de foudre et imprévus : Carey (2017)
- Jamais je n'oublierai ma fille ! : Blair (2019)

### Cinéma
- 2011 : Hostel, chapitre III de Scott Spiegel : Amy